# Frans Heesen Stadion
L'Heesen Yachts Stadion è lo stadio dell'Oss FC situato a Oss, ha una capacità totale di 4.700 spettatori ed è soprannominato "The Bue".
Lo stadio è costituito da tre settori, mentre, dietro ad una delle porte, non vi è nessun impianto. La costruzione dello stadio ha avuto il via grazie al progetto Talent Campus Oss. Lo stadio era conosciuto come TOP Oss Stadion, ma dall'Eerste Divisie 2008-2009 venne rinominato Heesen Yachts Stadium per il suo sponsor: l'Heesen Yachts.